# Die Brücke
Die Brücke (dansk: Broen) var en tysk kunstnersammenslutning af ekspressionister, der blev dannet i Dresden i 1905 af en gruppe arkitektstuderende. De stiftende medlemmer var Fritz Bleyl, Erich Heckel, Karl Schmidt-Rottluff og Ernst Ludwig Kirchner, som var gruppens leder. Senere kom Emil Nolde, Max Pechstein og Otto Mueller til. Gruppen fik stor indflydelse på udviklingen af moderne kunst i det 20. århundrede og lagde senere navn til Brücke Museum i Berlin.
Navnet refererede til Friedrich Nietzsches bog Således talte Zarathustra og blev foreslået af Schmidt-Rottluff. Gruppens mål var at bygge bro mellem traditionelt tysk nyromantisk maleri og moderne ekspressionistisk maleri. Man udarbejdede et manifest i 1906, hvori det blev pointeret, at gruppen ud fra et anarkistisk ideal ville opnå frihed ved at aktionere mod det kunstneriske og akademiske establishment. Inspirationen var såvel Nietzsches elitære teorier som ønsket om en revolutionær solidarisering med masserne. Kunstnerne delte atelier og skaffede sig opbakning ved at lade publikum blive medlemmer af sammenslutningen. Alle på nær Kirchner var autodidakte; han havde studeret to semestre ved Akademie der Bildenden Künste München. 
Die Brücke var den ene af to grupper, der senere fik stor betydning for modernismen; den anden var Der Blaue Reiter, som blev dannet i München i 1911. Men til forskel fra denne var Die Brückes værker konkret ekspressionistiske. Inspirationskilderne talte bl.a. Cézanne, Gauguin, van Gogh og Edvard Munch, ligesom gruppen var påvirket af kunst fra Afrika og Stillehavsområdet. Kendetegnende var et lineært og rytmisk formsprog, skarpe kontraster og markante grafiske elementer samt en forenkling af form og farver. Det personlige og oplevede var i fokus i kunsten. Gruppen anvendte stærke farver og var i lighed med fauvisterne fra Frankrig påvirket af primitivismen, som Brücke-malerne opsøgte på det etnografiske museum i Dresden. Men i modsætning til fauvisterne var Die Brücke mere symbolske i deres anvendelse af farverne, ligesom deres skæve former blev et kendetegn. De dannede skole gennem deres omfattende brug af træsnit; det blev en vigtig teknik i 1900-tallets kunst. Motiverne var mennesker, storbyliv, portrætter og modelstudier. Hvert år udgav gruppen en mappe med træsnit og litografier.
Til og med 1908 udviklede medlemmerne den typiske Brücke-stil. Flere af de prominente medlemmer flyttede til Berlin i 1911, hvorefter de gradvist udviklede hver sin personlige stil. Gruppen blev i 1913 formelt opløst. De af værkerne, der stadig var i tysk eje, blev erklæret som Entartete Kunst i 1935, beslaglagt og i mange tilfælde ødelagt af nazisterne. 
Den tyske stat efter 2. verdenskrig købte Brücke-værker fra samlere i flere lande. Samlingen er placeret på Brücke-Museum i Berlin-forstaden Dahlem, der blev indviet i 1967. To af kunstnerne, Erich Heckel og Karl Schmidt-Rottluff, skænkede ved den lejlighed nogle af deres mest betydelige værker til museet. I 2008 afholdtes en 40-års-jubilæumsudstilling for museet på Gottorp Slot i Slesvig. 